# Scleria hilsenbergii
Scleria hilsenbergii là loài thực vật có hoa trong họ Cói. Loài này được Ridl. miêu tả khoa học đầu tiên năm 1884.